# Lécera
Lécera es un municipio de España en la comunidad autónoma de Aragón (España). Tiene una población de 631 habitantes (INE 2020).

## Geografía
Lécera está situada en la depresión del Ebro, al sur de la provincia de Zaragoza en su límite con la de Teruel, a 530 m sobre el nivel del mar. Forma parte de la comarca del Campo de Belchite, siendo el segundo municipio, en cuanto a población, de la misma.
Su temperatura media anual es de 13,8 °C y su precipitación anual 420 mm.

## Historia
Tradicionalmente se ha asociado a Lécera, por homofonía, con la Lássira mencionada por Ptolomeo, si bien no existe ninguna prueba concluyente al respecto.
En un montículo próximo a la población hay restos romanos altoimperiales, habiéndose encontrado cerámicas (comunes, de lujo y terra sigillata hispánica), así como mosaicos. Este emplazamiento se halla en la actualidad destruido casi en su totalidad.
Asimismo, se encontró un tesorillo de monedas ibéricas y una joya romana en oro, consistente en un águila explayada con alas articuladas, fechada en el siglo III - II a. C.
En 1520 Alonso de Aragón, arzobispo de Zaragoza y virrey de Aragón, murió en Lécera. Hijo natural del rey Fernando el Católico y una noble catalana, sus restos fueron enviados a Zaragoza para recibir sepultura.
Tras la guerra de Sucesión, la llegada de la dinastía borbónica a España con Felipe V supuso la eliminación del virrey de Aragón, que pasó a llamarse Capitán General, dividiéndose Aragón en 13 partidos o corregimientos; en este contexto, Lécera quedó englobada en el corregimiento de Alcañiz desde 1714.
La localidad dependía del arzobispado de Zaragoza, estando integrada en el arciprestazgo de Belchite. Como villa de señorío, en el siglo XVIII estuvo supeditada al Duque de Híjar. En esa época fue cabeza del Ducado de Lécera, al que también correspondían los lugares de Vinaceite y Castelnou.
Pascual Madoz, en su Diccionario geográfico-estadístico-histórico de España de 1845, señala que Lécera: 

Tiene 450 casas de buena fábrica y con pozo, que se distribuyen en calles anchas y 4 plazas, una abundante fuente en medio del pueblo... iglesia parroquial (Santa Maria Magdalena)... [y] una ermita dedicada á Santo Domingo, situada á 1/2 cuarto de hora del pueblo.

Madoz añade que la localidad producía trigo, cebada, avena y azafrán, y que contaba con «fábricas de salitre, tiendas de percales é indianas, droguerías y tiendas de abacería».

## Demografía
Lécera cuenta con una población de 599 habitantes (INE 2024).
| Gráfica de evolución demográfica de Lécera entre 1842 y 2021                                                        |
| |
| Población de derecho según los censos de población del INE Población de hecho según los censos de población del INE |

El censo de España de 1857 recoge una población de 2074 habitantes para Lécera.
Este municipio alcanzó su techo demográfico en 1920 con 2478 habitantes; desde entonces, primero la Guerra Civil y luego la despoblación de las zonas rurales, propiciaron un significativo descenso en su población.

## Administración y política
| Período   | Alcalde                             | Partido |  |
| --------- | ----------------------------------- | ------- |  |
| 1979-1983 | Joaquín Quílez Aznar                | PAR     |  |
| 1983-1987 | José Chavarria Poy                  | PAR     |  |
| 1987-1991 | José Chavarria Poy                  | PAR     |  |
| 1991-1995 | José Chavarria Poy                  | PAR     |  |
| 1995-1999 | José Chavarria Poy                  | PAR     |  |
| 1999-2003 | José Bonías Baquero                 | PAR     |  |
| 2003-2007 | José Chavarria Poy                  | PAR     |  |
| 2007-2011 | José Chavarria Poy                  | PAR     |  |
| 2011-2015 | José Chavarria Poy                  | PAR     |  |
| 2015-2019 | Francisca López Orduna              | PAR     |  |
| 2019-2023 | Teodoro Marco Quilez                | PSOE    |  |
| 2023-act. | Víctor Manuel de la Sierra Tabuenca | PP      |  |

| Partido político    | Partido político                                   | 2003   | 2007   | 2011   | 2015   | 2019   | 2023   |
| Partido político    | Partido político                                   | Ediles | Ediles | Ediles | Ediles | Ediles | Ediles |
|                     | Partido Popular de Aragón (PP)                     | 2      | 2      | 2      | 1      | 2      | 4      |
|                     | Partido de los Socialistas de Aragón (PSOE-Aragón) | 1      | 1      | 1      | 2      | 4      | 3      |
|                     | Partido Aragonés (PAR)                             | 4      | 4      | 4      | 4      | 1      | —      |
| Total de concejales | Total de concejales                                | 7      | 7      | 7      | 7      | 7      | 7      |

## Patrimonio

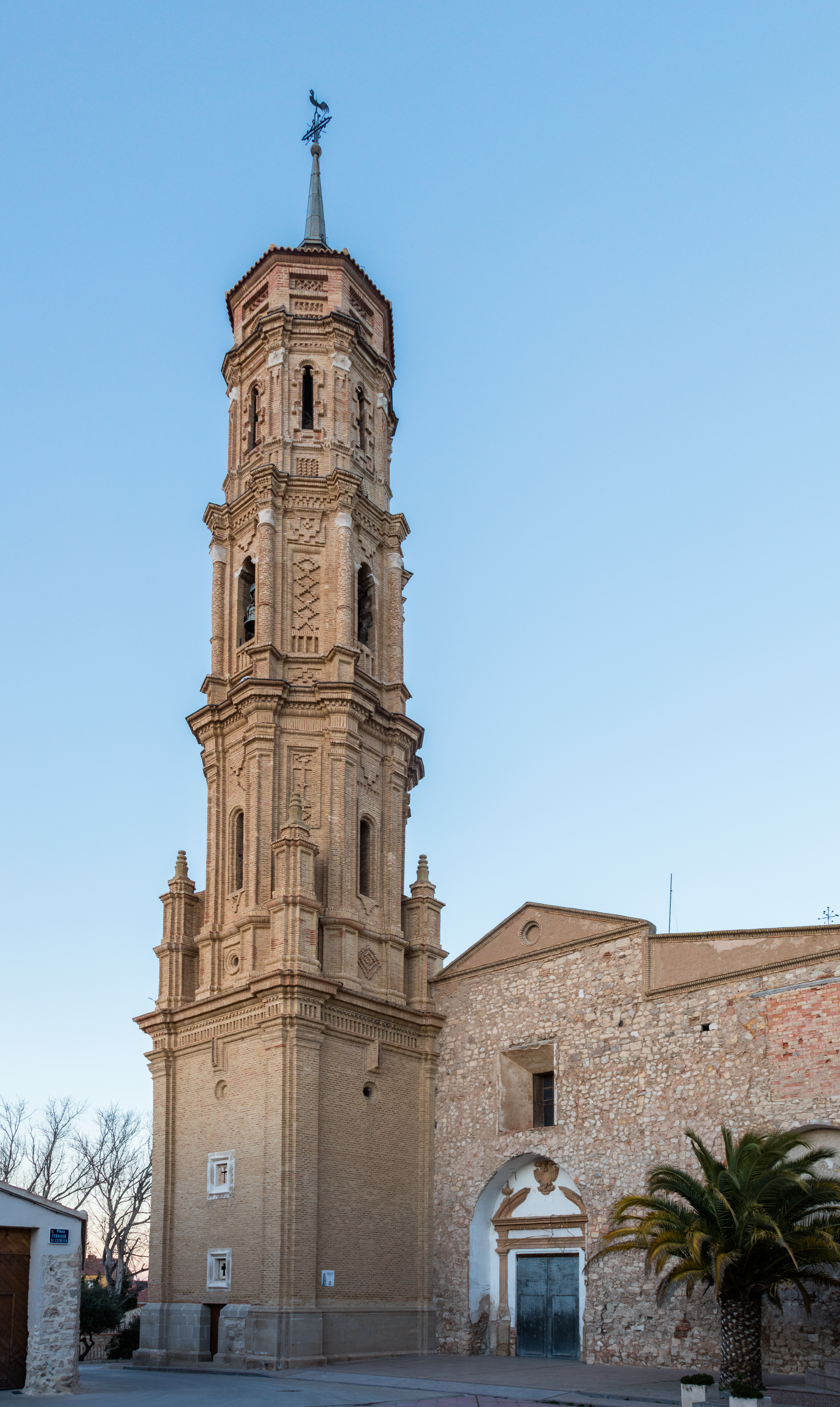
Iglesia de Santa María Magdalena

### Patrimonio religioso
La iglesia de Santa María Magdalena se levanta sobre una planta de tres naves, de tres tramos cada una, crucero y cabecera poligonal de cinco lados. En el lado sur del crucero se adosó en 1686 la capilla de Santa Cenobia.
El templo está cubierto con bóveda de crucería en la cabecera y el primer tramo de la nave, y con una gran cúpula semiesférica ovalada elevada sobre pechinas en el crucero.
Destaca especialmente toda la decoración de yeserías y esgrafiados de época barroca que oculta casi toda la decoración de estilo mudéjar.
En el exterior destaca la torre de cuatro cuerpos, ligeramente retranqueados, el primero de planta cuadrada y el resto de planta octogonal.

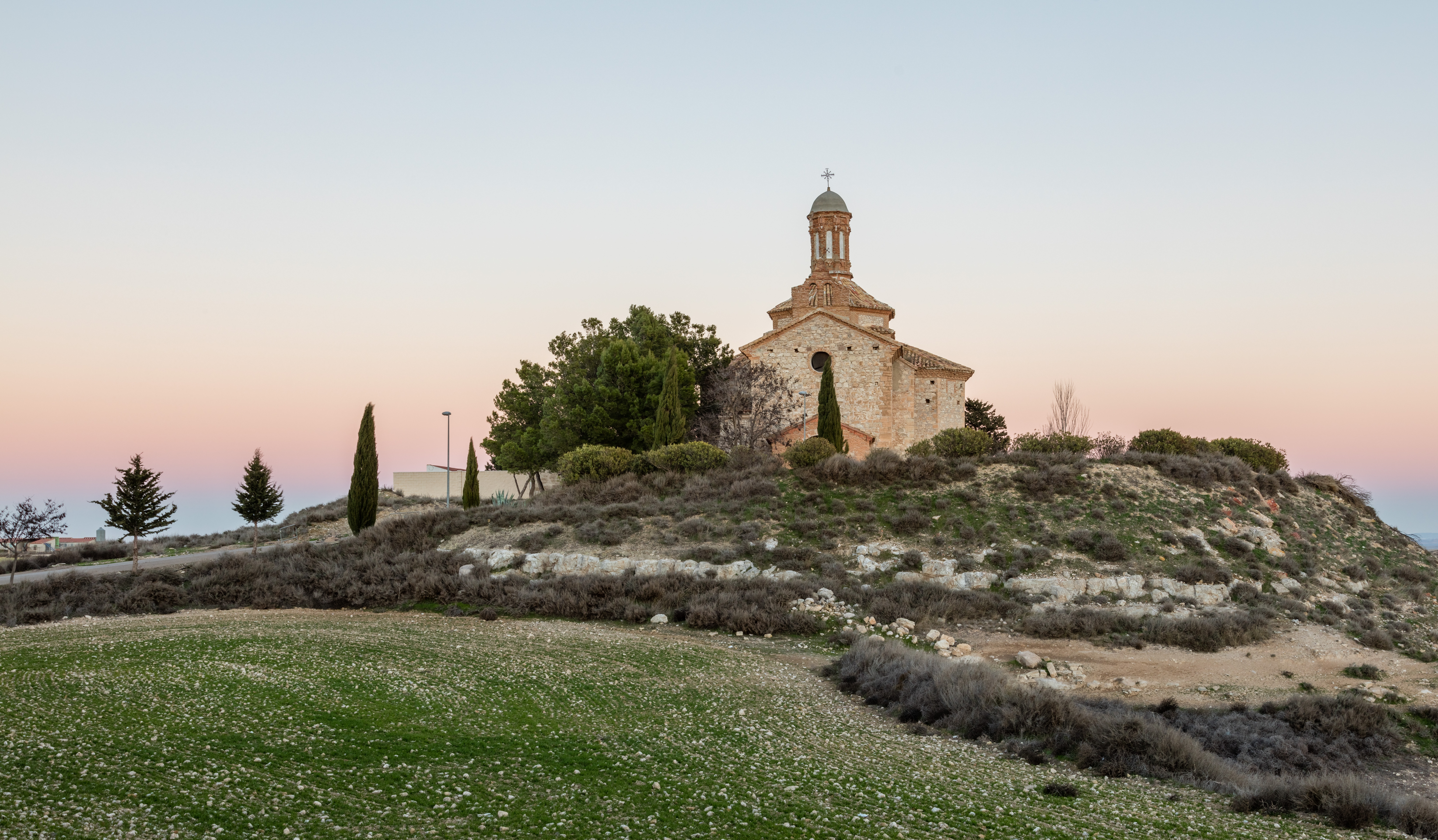
Ermita barroca de Santo Domingo

Es también de interés la ermita de Santo Domingo. De notables dimensiones, destacan sus armónicas proporciones y su cuidada ejecución. Su fábrica combina mampostería con elementos en ladrillo y esquinas de sillar. Tiene planta de cruz latina con nave única de tres tramos, ábside poligonal y crucero con extremos poligonales.
Las superficies en su interior está enlucidas y pintadas, destacando un potente entablamento moldurado que recorre los muros, así como la decoración de estucos con motivos barrocos y clasicistas.
Construida durante el primer tercio del siglo XVIII, es un edificio modelo de ermita barroca.

### Patrimonio civil
La casa consistorial es un edificio de tres plantas fabricado en mampostería, utilizando sillar solo para el zócalo, al cual se accede por debajo de un arco de medio punto de ladrillo.
En la segunda planta hay tres balcones que guardan simetría con la planta inferior; sobre el balcón central se muestra el escudo de la villa.